# 体節制
体節制（たいせつせい）とは、節足動物と環形動物に見られるような、全身が体節で構成されているような体制のことである。

## 概要
一般に、体軸方向に繰り返し構造があって、その間に何かの区分がある場合に、これを体節と言う。体節は動物に広く見られる構造である。脊椎動物の筋肉や骨格にも体節の構造がある。
単に体節があるだけでなく、全身にわたって体節構造が見られ、体節の繰り返し構造が体の仕組みの基本となっていると見られる場合、これを体節制といい、環形動物と節足動物がその典型である。そのうちで環形動物のそれが、最も基本的なものと思われる。環形動物では、体節制が徹底されており、基本的に、それぞれの体節には動物の体の構成要素をすべて備え、そのような単位の繰り返しで全身が構成される。つまり、統一体としての体が規則的に区分されている、と言うよりは、各個に自己完結的な構造を持つ単位が並ぶことで体が構成されているとも取れる。

## 基本的構成
環形動物の中で、最も基本的な体制を持つと見られている。多毛類の場合、頭部と尾部をのぞき、全身はほぼ同等な多数の体節に分かれている。それぞれの体節には側面に疣脚があり、そこに剛毛や鰓がついている。
体内では体腔が体節ごとに隔壁によって仕切られている。隔壁を貫いて前後に走る消化管があり、消化管の背面には太い血管が走り、体節ごとに枝を出す。腹面には左右に神経束が走り、体節ごとに神経節を成し、左右の連絡を持つ。また、体節ごとに一対の腎管があり、腹側の側面に口を開く。また、生殖巣も各体節に一対ずつ備えるのが標準である。
このような体節の繰り返しは口から肛門まで続く。口より前にも不完全な体節があり、目や触手を備える。これを口前葉と言う。最終体節は尾節といい、肛触手などをそなえる。

### 体節の分化
体節制を持つ動物は、同じ仕組みの体節の繰り返しによってその体が構成されているのが基本の姿である。これを同規体節制という。しかし、体の各部分で、体節の様子や付属肢の形などに分化が見られるのが普通である。これを異規体節制という。さらに、節足動物では複数の体節が癒合して一つのまとまりになる、いわゆる合体節というものも見られる。

## 発生
体節を構成する体腔は、真体腔である。環形動物では、トロコフォア幼生が次第にその形を細長くしてゆく段階で、後方に向かって体腔がくびれるようにして、次々に体節が形成されて行く。成体との関係で見ると、トロコフォア幼生の構造は口前葉と尾部からなり、その間に体節が割り込むように追加される。よく似た状況は節足動物にも見られ、たとえば甲殻類の初期幼生であるノープリウスは二対の触角と大顎のみを持ち、後端には尾部が区別できる。次のメタノープリウスではこれらの間に胸部の体節が割り込むように追加される。

## 分類群ごとの特徴

### 環形動物の場合

多毛類の解剖図

環形動物、特に多毛類は体節制が典型的な形で見られる。その体はほぼ同じ形の体節の繰り返しからなっている。しかし、多毛類でも体節によって疣脚の形などに違いが見られるものもある。
貧毛類やヒル類では、外見的には疣脚がなく、より単純な仕組みに見えるが、体節ごとの分化がより進んでおり、生殖器は特定の体節だけに発達する。
環形動物の体節性は、体腔が体節に区分されているのが一つの特徴で、これを体腔体節制と呼ぶこともある。これらの動物では、このように区切られた体腔の中の液体の圧力によって、体を固くして、穴を掘ることもできる。これを骨格と見なして、静水力学的骨格という。

### 節足動物の場合

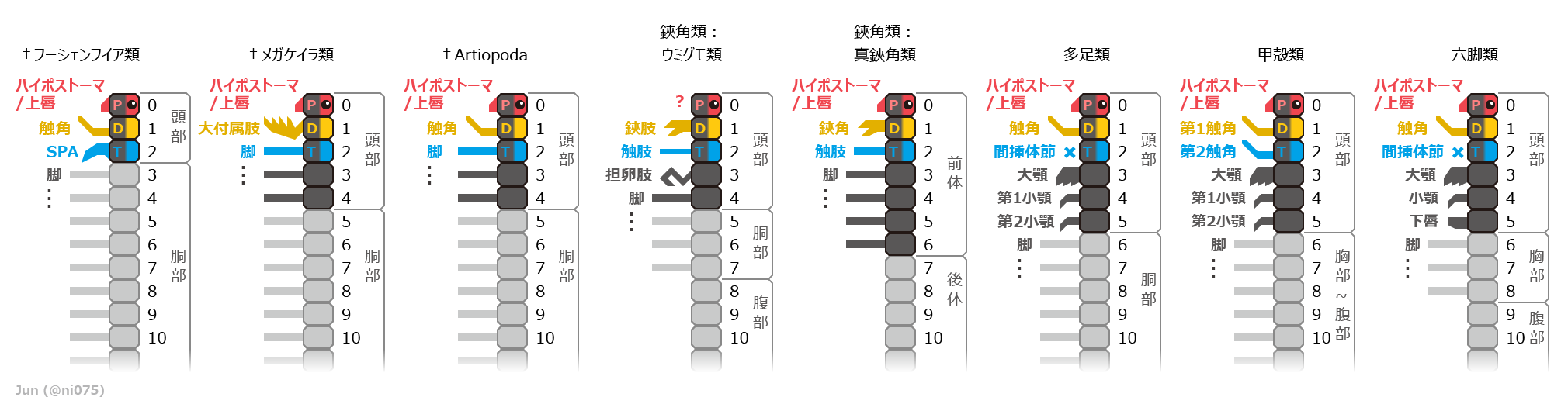
節足動物の体節制と合体節。頭部融合節に含まれる体節は暗灰色で示し、P・D・T（赤・黄・青）はそれぞれ前大脳・中大脳・後大脳に対応の体節と付属肢を示す。

節足動物の分類群では体節の分化、すなわち合体節が進んでいる。
頭部や前体などという頭部融合節はどのグループにもあって、これは口と眼が由来する先節と直後数節の融合でできた合体節である。ここにある触角、顎、鋏角などの口器は、それぞれの体節の付属肢に由来するものである。その体節構成は、大きな分類群を特徴づけるものとなっている。場合によってはそれに続く胴部の体節まで頭部と融合し、頭胸部をなしていることもある。
胴部の体節は、多足類では同規的だが、それ以外の多くのグループでは、胸部と腹部のような機能的な差のある部分に分かれている。例えば昆虫類では胸部には脚があり、腹部にはほぼ付属肢がない。十脚目の甲殻類では胸部に発達した単枝型の胸脚を持っているが、腹部には二叉型の遊泳肢がある。さらにはカニのように腹部が短縮したものなど、形態そのものも大きく変化する例もある。
内部構造も、外部形態の分化に伴い、体節ごとの違いが大きい。消化管の背面に位置する血管は一部が発達して心臓を形成する。神経索は腹面を走り、体節ごとに神経節を作るが、体前方数節のそれが発達して脳を形成するなどの分化が見られる。体節ごとの排出器は一部をのぞいて退化するものが多く、消化管に付属する新たな排出器を形成する。体腔は縮小されて狭い。

## その他の動物群

### 有爪動物
有爪動物（カギムシ）は、外見的に明瞭な体節はない。しかし、付属肢は対をなし、頭部には付属肢由来の触角と顎があるなど、節足動物に類似の体制である。体内にも、腎管が脚の位置と連動して対を成している。

### 緩歩動物
緩歩動物（クマムシ）は、節足動物ほど明瞭でないものの、外見的には体節が見られる。内部の神経索も節足動物のように、体節ごとに神経節を構成する。

### 動吻動物
キョクヒチュウ類は、円筒形の体が13の体節に分かれる。体表面は体節ごとにキチン板に包まれ、その表面には刺などが配置する。内部構造は簡単ながら体節との関連が見られる。

### 軟体動物
多板類や単板類には鰓や筋肉などが同期的に配列する「繰り返し構造」があり、体節制を思わせることから、その祖先に体節制があった名残なのではないかと考えられたことがあり、それほど古くない文献にもそのように書いてあるものもある。しかし後述「偽体節」の項で述べるように、現在ではほぼ否定されている。

## 体節制の進化
20世紀後半までは、環形動物と節足動物はごく近縁なものと考えられ、まとめて体節動物（Articulata）と構成し、体節制の獲得によって環形動物が成立し、そこから節足動物が進化したものと見なしていた。また、軟体動物は環形動物から体節制が失われる方向に進化したものと見なされた。この考えによれば、動物の進化の過程で体節制は一度だけ獲得されたことになる。その他の体節制らしきものを持つものは、それらから派生したと見なせばよい。
しかし、20世紀末より発展し始めた分子遺伝学の成果は、この考えを否定するものであった。それによると、節足動物は環形動物とはそれほど近縁ではなく、むしろ同じ脱皮する性質を持った線形動物などに近縁であるという。有爪動物と緩歩動物は節足動物に近縁で汎節足動物を構成し、線形動物、動吻動物や鰓曳動物なども近縁とされ、これらは脱皮動物というクレードを構成する。他方、環形動物と軟体動物などの類縁性は認められ、同じ冠輪動物というクレードに属し、有髭動物もむしろ環形動物に含まれるものだとする。この説からすると体節性は少なくとも二回、すなわち脱皮動物と冠輪動物のそれぞれで独自に獲得されたことになり、その進化の過程は今後の研究でより詳細にわかるようになるかも知れない。
バージェス動物群に見られる体節性を持つらしい化石、例えば葉足動物は、節足動物と環形動物の関係を前提に理解されてきた傾向はかつてあった。体節性の見られるものは、節足動物でなければ環形動物であり、あるいはその中間型か、と云った視点で検討がなされているが、この2門が別系統と判明して以降、このような見方は大きな過ちを引き起こしかねなく、見直しがなされるようになった。

## 偽体節

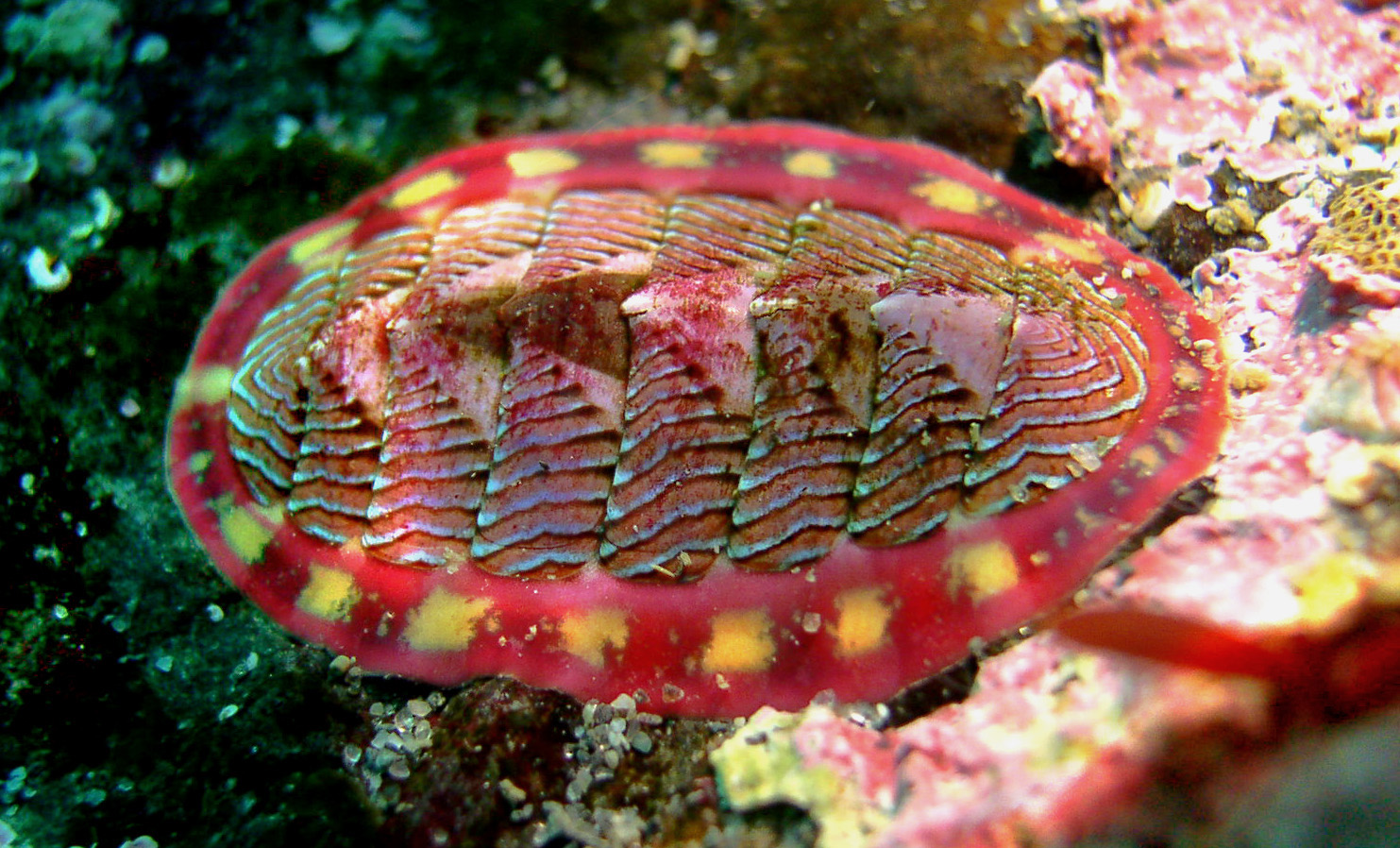
アオスジヒザラガイ（多板綱）

一見では体節があるように見えるのに、実は体節ではないものを偽体節という。
扁形動物門の条虫類にも明瞭な節がある。それぞれの節には生殖巣がある。この仲間は寄生性で、消化器系や循環系等は退化している。したがって、それぞれの節には一通りの内臓を備えていることになる。ただし、この節は、先端部から作られ、後方へ伸びるにつれて成熟し、後端から分離して放出される。節全部を含めて一個体という印象は薄く、むしろ分裂による無性生殖と見た方がよい。いずれにせよ、環形動物の体節のようなものとは大きく異なるので、偽体節といわれる。
環形動物のヒル類の場合、体節を持つのではあるが、外見的には非常に多数の体節があるように見えるが、体内では遙かに少ない体節しかない。これは個々の体節が外側では細かい環状のひだで分かれているためで、これも偽体節という。
大部分の軟体動物には体節性が見られないが、前述のように多板綱や単板綱には鰓や筋肉に体節制を思わせる配列が見られることから、その祖先に体節制があったのではないかと考えられたことがある。しかし繰り返し構造をとる鰓・筋肉・殻・生殖腺などが数の上では必ずしも同調していないこと、消化管はそれらと無関係に渦巻き状になっていること、より祖先に近い形態を残していると思われる無板綱には全く体節制が認められないことなどから、これらの繰り返し構造は真の体節制を示すものではなく、いわゆる偽体節であると見なされるようになった。